# Gary Grant
Pour les articles homonymes, voir Grant.
Pour le trompettiste américain homonyme, voir Gary Grant (musicien).
Gary Grant, né le 21 avril 1965 à Canton dans l'Ohio, est un joueur américain de basket-ball ayant évolué notamment en NBA au poste de meneur.

## Biographie
Gary « The General » Grant joue pour le lycée Canton McKinley et au niveau universitaire pour l'université du Michigan. Gary Grant a reçu un BA en kinésiologie.
Il est choisi dans la draft 1988 de la NBA par les SuperSonics de Seattle, mais est envoyé aux Clippers de Los Angeles avant le début de la saison 1988-1989. Il y reste pendant sept ans avant de passer aux Knicks de New York, au Heat de Miami puis aux Trail Blazers de Portland. Tout en jouant pour les Clippers, il joue dans le film Miracle Beach en 1992.